# Marianerfruktduva
Marianerfruktduva (Ptilinopus roseicapilla) är en starkt utrotningshotad fågel i familjen duvor som förekommer i västra Stilla havet.

## Utseende och läte
Marianerfruktduvan är en liten (24 cm) och mestadels grön fruktduva. Den har rosenröd panna, silvergrått på resten av huvudet, nacken, ryggen och bröstet medan återstoden av ovansidan är grön. Undersidan är mest grön med en lilafärgad fläck på nedre delen av bröstet, en gul fläck på buken och gula undre stjärttäckare. Lätet har inte beskrivits.

## Utbredning och systematik
Fågeln förekommer enbart i Nordmarianerna (Saipan, Tinian, Agiguan, Rota och Guam). Den behandlas som monotypisk, det vill säga att den inte delas in i några underarter.

## Status
Arten är upptagen på internationella naturvårdsunionen IUCN:s röda lista som nära hotad.

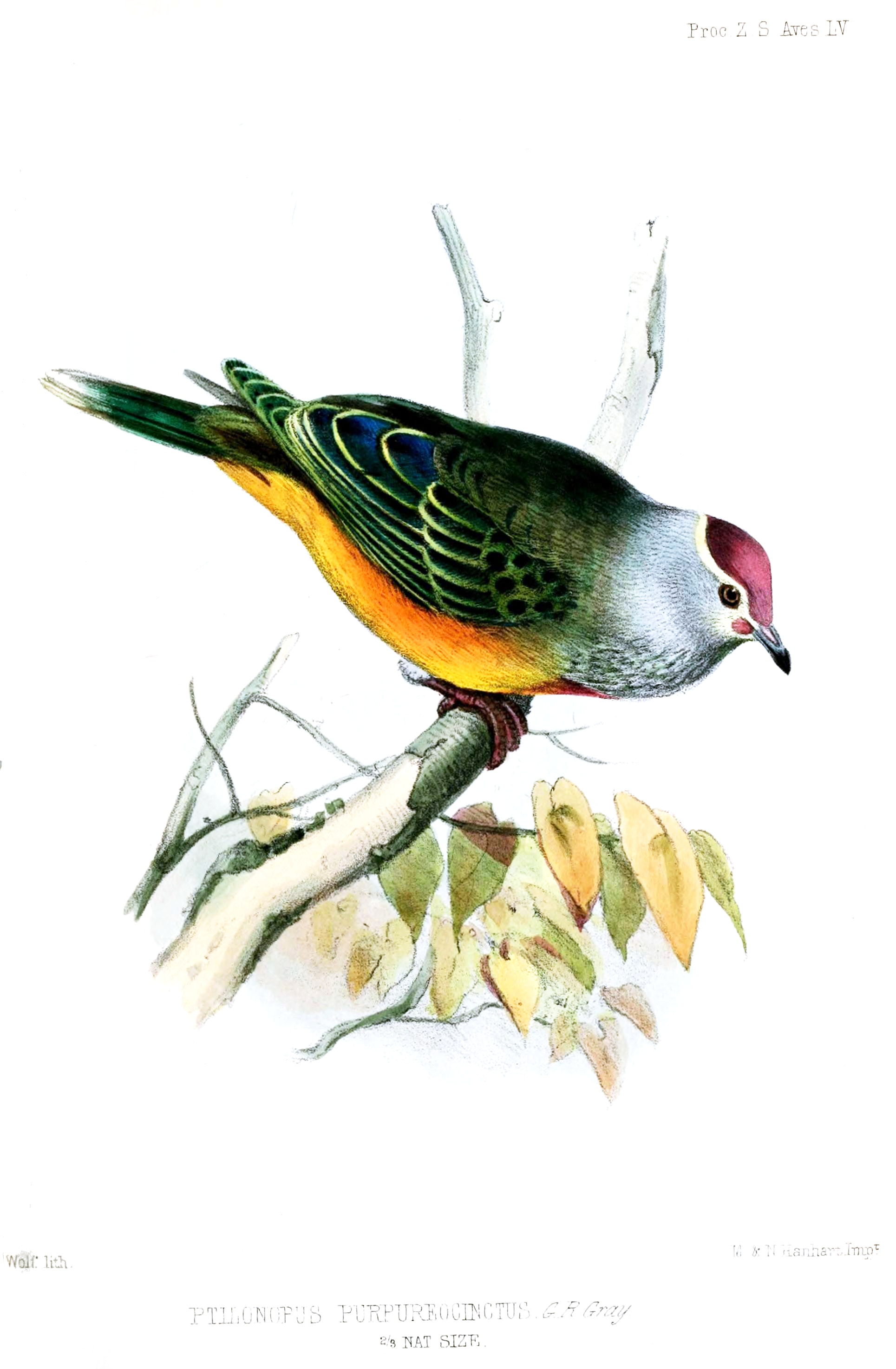